# Meudon
Meudon este un oraș în Franța, în departamentul Hauts-de-Seine, în regiunea Île-de-France. Este renumit prin Observatorul astronomic

## Personalități marcante
- Alexandre Guilmant (1837 - 1911), muzician;
- André Hunebelle (1896 - 1985), regizor de film;
- Noëlle Châtelet (n. 1944), actriță.

1. ↑  French National Directory of Representatives, accesat în 15 martie 2019
2. ↑  répertoire géographique des communes, accesat în 26 octombrie 2015
3. ↑  dataset of postal codes in France, 1 octombrie 2018